# Sacrificiul (film)
Sacrificiul este un film de Andrei Tarkovski din 1986.

## Detalii tehnice
- Durata: 149 min.
- Anul difuzării: 1986.
- Color, cu secvențe alb / negru.
- Scenariul: Andrei Tarkovski.
- Imaginea: Sven Nykvist.
- Decorurile: Anna Asp.
- Sunetul: Owe Svensson.
- Muzica: J.S. Bach („Erbarme Dich" din Matthäus-Passion), muzică populară japoneză (flaut japonez/ hochiku) de Watazumido-Shuso, Shingetsu, Nesaza No Shirabe și cântece păstorești suedeze de Dalecarlie și Hărjedalen.
- Montajul: Andrei Tarkovski, Michael Leszczylowski, Henri Colpi.
- Director de producție: Katinka Farago.
- Cu: Erland Josephson (Alexander), Susan Fleetwood (Adelaide, soția sa), Valerie Mairesse (Julia, fiica sa), Allan Edwall (Otto, poștașul), Gudrun S. Gisladottir (Maria, servitoarea), Sven Wollter (Victor, prietenul familiei), Filippa Franzen (Marta), Tommy Kjellquist (copilul lui Alexander).
- Producător: Argos Films (Paris) și Institutul Suedez de Film (Stockholm).

## Sinopsis
Alexander, fost actor, critic și dramaturg, trăiește o viață retrasă într-o superbă vilă de pe o insulă, împreună cu soția, fiica și cu micul său fiu, pe care îl adoră. Tommy tocmai a suportat o operație la gât, motiv pentru care, temporar, nu poate vorbi. Alexander se plimbă pe malul mării cu Tommy, care udă un copac uscat; tatăl îi povestește pilda patristică în care, ca urmare a ascultării față de stareț, Dumnezeu face să înverzească copacul uscat, udat cu obstinație de către ucenic. Este ziua de naștere a lui Alexander. El primește felicitări și cadouri. Familia se reunește pentru a-l sărbători. Dar, deodată, radioul anunță declanșarea unei catastrofe planetare: război atomic? dezastru biologic? - nu aflăm: comunicația radio se întrerupe. Lumea intră în panică. În timp ce Adelaide face o criză de isterie și ceilalți se învârt în jurul ei, Alexander se retrage pentru a medita, înțelegând că asta așteptase toată viața. Poștașul Otto, prieten al familiei, pasionat de fenomene paranormale, îi șoptește soluția salvatoare: Alexander trebuie să i se dăruiască Mariei, servitoarea din casă, despre care se spune că ar avea puteri magice. Alexander se conformează, apoi dă foc casei. O ambulanță sosește rapid pentru a-l ridica, chemată de familie, care îl socotește nebun. În final, Tommy se odihnește la rădăcina copacului îngrijit de el, care se pare că va înflori. Rostind primul verset din Evanghelia după Ioan („La început a fost Cuvântul"), băiatul își recapătă vocea, întrebându-se: „De ce, tată?".